# Pattinaggio di velocità ai I Giochi olimpici invernali - 1500 m maschile
La competizione dei 1500 metri di pattinaggio di velocità dei I Giochi olimpici invernali si è svolta il giorno 27 gennaio 1924 a Chamonix.

## Risultati
| Pos.    | Concorrente            | Nazione     | Tempo  |
| ------- | ---------------------- | ----------- | ------ |
| Oro     | Clas Thunberg          | Finlandia   | 2'20"8 |
| Argento | Roald Larsen           | Norvegia    | 2'22"0 |
| Bronzo  | Sigurd Moen            | Norvegia    | 2'25"6 |
| 4       | Julius Skutnabb        | Finlandia   | 2'26"6 |
| 5       | Harald Strøm           | Norvegia    | 2'29"0 |
| 6       | Oskar Olsen            | Norvegia    | 2'29"2 |
| 7       | Harry Kaskey           | Stati Uniti | 2'29"8 |
| 8T      | Charles Jewtraw        | Stati Uniti | 2'31"6 |
| 8T      | Joe Moore              | Stati Uniti | 2'31"6 |
| 10      | Alberts Rumba          | Lettonia    | 2'32"0 |
| 11      | Charles Gorman         | Canada      | 2'35"4 |
| 12      | Bill Steinmetz         | Stati Uniti | 2'36"0 |
| 13      | Axel Blomqvist         | Svezia      | 2'36"4 |
| 14      | Léonhard Quaglia       | Francia     | 2'37"0 |
| 15      | Leon Jucewicz          | Polonia     | 2'42"6 |
| 16      | André Gegout           | Francia     | 2'54"4 |
| 17      | Gaston Van Hazebroeck  | Belgio      | 2'54"8 |
| 18      | George de Wilde        | Francia     | 2'55"0 |
| 19      | Louis De Ridder        | Belgio      | 3'01"8 |
| 20      | Philippe Van Volckxsom | Belgio      | 3'14"6 |
| 21      | Marcel Moens           | Belgio      | 3'16"8 |
| -       | Asser Wallenius        | Finlandia   | DNF    |